# Сталево (Болгарія)
Ста́лево (болг. Сталево) — село в Хасковській області Болгарії. Входить до складу общини Димитровград.

## Населення
За даними перепису населення 2011 року у селі проживала 451 особа.
Національний склад населення села:
| Національність   | Кількість осіб | Відсоток |
| ---------------- | -------------- | -------- |
| болгари          | 415            | 93,3%    |
| турки            | 15             | 3,4%     |
| цигани           | 14             | 3,1%     |
| Всього відповіли | 445            |          |

Розподіл населення за віком у 2011 році:
Динаміка населення: